# Мис Східний (Нова Зеландія)
37°41′27.1″ пд. ш. 178°32′22.6″ сх. д. / 37.690861° пд. ш. 178.539611° сх. д.
Східний мис — найсхідніша точка Нової Зеландії. Він розташований на північному кінці району Гісборн на острові Північна Нова Зеландія. На Східний мис можна дістатися за досить вражаючою дорозі, яка проходить по самій кромці затоки, з невеликого селища Те-Арароа, що знаходиться за 21 кілометр від маяка.

## Історія
Східний мис був відкритий і названий капітаном Куком, в 1769 році. В 1900 році відкрився маяк.

## Маяк
Маяк Східного мису, почав вказувати шлях кораблям в 1900 році. Але він тоді світив з невеликого острівця Східний, розташованого в океані за два кілометри від мису. Світло маяка мерехтів з висоти 129 метрів. Але острівець в океані виявився не відповідним місцем. Він був схильний до землетрусів, а його круті скелі викликали часті зсуви. Перебування і праця зберігачів на острівці був важким і небезпечним для життя. Тому через 20 років маяк вирішили перенести на «материк» і в 1922 році світло маяка засяяв вже з високого пагорба Північного острова. Спочатку на маяку запалювали вогонь, але в 1985 році маяк Східного мису був повністю автоматизований.

## Населення
Сьогодні район Східного мису вважається малозаселеним і бідним районом Нової Зеландії. На відміну від інших регіонів на цій території проживає дуже високий відсоток маорійського населення, 88 %, а на маорі розмовляє майже половина населення.

## Економіка
Район відсталий і один з найбільш ізольованих місць Нової Зеландії. Тому тут безробіття і бідність. Населені пункти зустрічаються рідко, вони дуже маленькі і не завжди охайні.